# Duque de Noailles

Brasão da Casa de Noailles

Duque de Noailles é um título nobiliárquico francês, criado em 1663 a favor de Anne de Noailles, conde d'Ayen. O segundo, o terceiro e o quarto duques foram igualmente marechais do exército francês. Esta família espalhou descendentes por diversas famílias reais da Europa, como a francesa, a portuguesa e a espanhola.

## Lista de Duques de Noailles
- Anne de Noailles
- Anne-Jules de Noailles
- Adrien-Maurice de Noailles
- Louis de Noailles
- Jean-Paul-François de Noailles
- Paul de Noailles
- Jules-Charles-Victurnien de Noailles
- Adrien-Maurice-Victurnien-Mathieu de Noailles
- François-Agénor-Alexandre-Hélie de Noailles